# António Tavares Magessi
António Tavares Magessi (Castelo de Vide, 1771 — Lisboa, 20 de maio de 1843) foi um oficial do Exército Português, falecido no posto de brigadeiro, que se destacou como um dos principais defensores da legitimidade de D. Miguel I de Portugal, liderando um dos movimentos militares anti-cartistas que surgiram em Portugal no ano de 1826. Considerado um militar distinto e honrado, foi um dos principais apoiantes militares do governo miguelista até ao fim da Guerra Civil Portuguesa. Foi pai do também oficial miguelista e escritor António Lúcio Magessi Tavares.

## Biografia
Nasceu em Castelo de Vide, filho de Tomás Frederico Magessi, fidalgo cavaleiro da casa real, natural da cidade de Massa, Ducado de Massa e Carrara, de uma família italiana que se fixara em Portugal no reinado de D. José I, e de sua mulher Ana Josefa Tavares da Gama, de Campo Maior. Era irmão de Francisco de Paula Magessi, militar, também natural de Castelo de Vide, que se destacou no Brasil como governador de Mato Grosso.
Em 1778, com apenas 7 anos de idade, assentou praça como cadete no Regimento de Infantaria de Castelo de Vide, ali frequentando a escola regimental e depois a academia de guerra que então funcionava naquela praça forte. Completado o curso, foi promovido a alferes a 2 de agosto de 1790, iniciando a sua carreira como oficial do Exército Português. Logo no ano imediato, a 16 de setembro de 1791, foi promovido a tenente ajudante do seu regimento.
Em 21 de dezembro de 1800 foi agraciado com o grau de cavaleiro professo da Ordem de São Bento de Avis e promovido a capitão do Regimento de Infantaria de Castelo de Vide. Tendo participado activamente na Guerra das Laranjas na fronteira do Alentejo, foi promovido a major a 24 de junho de 1807, passando a integrar o Regimento de Infantaria n.º 3.
Após a primeira invasão francesa de Portugal, ocorrida em novembro de 1807, e a fuga da corte portuguesa para o Rio de Janeiro, o então major Magessi foi encarregado de dirigir com os oficiais franceses o desarmamento e a redução dos Regimento de Infantaria n.º 17, Regimento de Infantaria n.º 20 e Regimento de Infantaria n.º 22, devendo colaborar na escolha dos militares que deveriam ser incorporados na Legião Portuguesa e agregados ao Exército Francês. Ao compreender os objetivos da missão, negou-se a participar, abandonando as funções militares que então exercia em Elvas e passou à clandestinidade. Foi um dos primeiros oficiais a seguir esse caminho e quando rebentou a insurreição anti-francesa foi a 24 de agosto de 1808 nomeado pela Junta Patriótica de Campo Maior para o posto de tenente-coronel agregado da força que os insurgentes organizaram no Alentejo. A nomeação foi confirmada a 11 de Novembro pelo Conselho de Regência, sendo então encarregado de organizar o Batalhão de Caçadores n.º 1 a incorporar nas forças anglo-lusas que se opunham aos franceses. O batalhão foi criado aproveitando as praças do batalhão de voluntários que havia sido criado a expensas de Jorge de Avilez na comarca de Portalegre.
Teve uma notável participação da Guerra Peninsular, sendo promovido a coronel. Uma informação curricular de 1813, para além de atestar o seu zelo, informa que sabia "gramática francesa e latina, aritmética, geometria de Bézout e alguma coisa de fortificação pelo Cavaleiro de Antoni".
Terminada a Guerra Peninsular, pelos serviços distintos prestados foi a 6 de fevereiro de 1818 feito comendador da Ordem de São Bento de Avis, de que já era cavaleiro professo desde 1800, sendo-lhe também outorgado o direito de usar Laço Encarnado de Restaurador ao Sul do Tejo, por ter abandonado Elvas em 1808 e se ter unido aos militares que combateram os franceses. A 6 de fevereiro de 1820 foi promovido ao posto de brigadeiro pelos altos serviços prestados durante as campanhas da Guerra Peninsular. A 30 de julho de 1822 o rei D. João VI elevou-o a cavaleiro fidalgo da Casa Real.
Após a Revolução Liberal do Porto passou a integrar o grupo dos militares anti-liberais, participando em 1823 na Vilafrancada, o que lhe mereceu a Medalha de Fidelidade ao Rei e à Pátria, depois jocosamente referida pelos liberais pela Medalha da Poeira, por fidelidade a D. João VI e a D. Miguel.
Em agosto de 1826, o brigadeiro Maggessi recusou jurar a Carta Constitucional outorgada no Rio de Janeiro por D. Pedro IV e sublevou as forças militares de Elvas, Campo Maior, Alandroal, Estremoz e Vila Viçosa. Sem capacidade de resistência autónoma, as forças sublevadas refugiaram-se em Espanha, com o apoio discreto de Fernando VII de Espanha, e pediram a outros generais que aclamassem o infante D. Miguel como rei de Portugal. O movimento foi seguido em outras regiões militares metropolitanas, criando um clima de pré-guerra civil. Confiante no apoio militar entretanto prometido, no dia 23 de Outubro de 1826, o brigadeiro Maggessi entrou com as suas forças no Alentejo. O general Saldanha foi enviado com uma força para o conter, o que conseguiu com o apoio de forças comandadas pelo marquês de Vila Flor, futuro duque da Terceira, forçando o recuo das forças miguelistas para além da fronteira espanhola.
Regressado a Portugal após a aclamação de D. Miguel, passou a ocupar um lugar cimeiro entre os oficiais miguelistas, tendo-se destacada durante a Guerra Civil Portuguesa como um dos oficiais generais mais fiéis e zelosos do partido legitimista.
A 25 de maio de 1834, em Elvas, o general Maggessi, em conjunto com o Conde de Barcelona e o Duque de Cadaval, militares e figuras cimeiras do miguelismo, recebeu o Marquês de Fronteira, enviado pelo marechal Saldanha, comunicando que na véspera ocorrera em Évora-Monte a capitulação de D. Miguel. Terminou assim a carreira militar de António Maggessi, um dos mais devotados miguelistas e um dos últimos a abandonar a luta contra os liberais. Amnistiado, retirou-se para a vida privada, falecendo em Lisboa no ano de 1843 aos 62 anos de idade, sendo sepultado com honras militares.